# Asta su Abuelo
Même son grand-père
L'eau-forte Asta su abuelo (en français Même son grand-père) est une gravure de la série Los caprichos du peintre espagnol Francisco de Goya. Elle porte le numéro 39 dans la série des 80 gravures. Elle a été publiée en 1799.

## Interprétations de la gravure
Il existe divers manuscrits contemporains qui expliquent les planches des Caprichos. Celui qui se trouve au Musée du Prado est considéré comme un autographe de Goya, mais semble plutôt chercher à dissimuler et à trouver un sens moralisateur qui masque le sens plus risqué pour l'auteur. Deux autres, celui qui appartient à Ayala et celui qui se trouve à la Bibliothèque nationale, soulignent la signification plus décapante des planches.
- Explication de cette gravure dans le manuscrit du Musée du Prado :
A este pobre animal lo volvieron loco los genealogistas y reyes de Armas.
(Ce pauvre animal a été rendu fou par les généalogistes et les rois des Armes)[2].
- Manuscrit de Ayala :
A este pobre animal le han vuelto loco las genealogías (Godoy).
(Ce pauvre animal a été rendu fou par les généalogistes (Godoy))[2].
- Manuscrit de la Bibliothèque nationale :
Los borricos preciados de nobles descienden de otros tales hasta el último abuelo.
(Les bourriques appréciées des nobles descendent d'autres identiques jusqu'au dernier aïeul)[2].

Il s'agit clairement d'une critique de la recherche d'ancêtres de qualité.

## Technique de la gravure
L'estampe, qui provient de l'Album B, mesure 214 × 150 mm sur une feuille de papier de 306 × 201 mm.
Goya a utilisé l'aquatinte.
Le second dessin préparatoire est à la sanguine. Dans le coin inférieur gauche, il y a l'inscription au crayon : 96. Le second dessin préparatoire mesure 215 × 158 mm.
Le troisième dessin préparatoire est à la plume et à l'encre de noix de galle. En haut, il y a l'inscription au crayon : […]6. Dans la marge inférieure, il y a l'inscription “El Asno Literato (l'Âne littéraire). Dans le coin inférieur gauche, au crayon, 30. Le troisième dessin préparatoire mesure 228 × 152 mm.

## Catalogue
- Numéro de catalogue G02127 de l'estampe au Musée du Prado.
- Numéro de catalogue D04234 du second dessin préparatoire au Musée du Prado.
- Numéro de catalogue D03919 du troisième dessin préparatoire au Musée du Prado.

### Les estampes de la série des Âneries
- Capricho nº 37 : Si sabrá mas el discipulo?
- Capricho nº 38 : Brabisimo!
- Capricho nº 39 : Hasta su abuelo
- Capricho nº 40 : De que mal morira?
- Capricho nº 41 : Ni mas ni menos
- Capricho nº 42 : Tu que no puedes